# Arctowski-Halbinsel
Die Arctowski-Halbinsel ist eine in nord-südlicher Ausrichtung rund 25 km lange Halbinsel an der Danco-Küste des Grahamlands auf der Antarktischen Halbinsel. An der Gerlache-Straße trennt sie die Andvord Bay im Süden von der Wilhelmina Bay im Norden. Nach Westen stellt sie die östliche Begrenzung des Errera-Kanals dar.
Teilnehmer der Belgica-Expedition (1897–1899) unter der Leitung des belgischen Polarforschers Adrien de Gerlache de Gomery entdeckten sie. Das Advisory Committee on Antarctic Names benannte sie nach dem polnischen Antarktisforscher Henryk Arctowski (1871–1958), einem Teilnehmer der Expedition.